# Shasta Costa
De Shasta Costa (ook gespeld als Chasta Costa, Shastacosta, Chastacosta, Shastao-Skoton, Shista-Kkhwusta of Shistakwasta) zijn een indiaans volk uit het zuidwesten van de Amerikaanse staat Oregon. Ze spraken een dialect van het Tututni, een Athabaskische taal. In verdragen met de Amerikaanse overheid werden de Shasta Costa tot de Rogue River gerekend, een verzamelnaam voor een aantal indiaanse volken bij de rivier de Rogue, waarvan sommige verwant waren aan de Shasta Costa. Evenals de andere Rogue River behoorden de Shasta Costa bij de volken van de Noordwestkust, een indiaans cultuurgebied dat zich uitstrekte van het noorden van Californië tot het zuiden van Alaska.
Oorspronkelijk leefden de Shasta Costa aan de Rogue en aan de benedenloop van de een van haar zijrivieren, de Illinois, maar tijdens de Californische goldrush werden ze verdreven uit hun woongebied, en na de Rogue Riveroorlogen (1855-1856) werden Shasta Costa getransporteerd naar het Siletz Reservation en het Grand Ronde Reservation. Nakomelingen van de Shasta Costa maken tegenwoordig deel uit van de Confederated Tribes of Siletz.